# Céline Dion
Céline Marie Claudette Dion, född 30 mars 1968 i Charlemagne i Québec i Kanada, är en kanadensisk sångerska. Hon marknadsförs ofta utanför den franskspråkiga världen som Celine Dion. Hon omnämns ibland som "Queen of Power Ballads", då hon är känd för sin kraftfulla och tekniska sångröst.

## Biografi

### Tidiga år
Céline Dion föddes som det yngsta av 14 barn till Adhémar Dion (1923–2008) och Thérèse Tangua (1927–2020), båda av fransk-kanadensiskt ursprung. Dion började sjunga i sina föräldrars restaurang Le vieux Baril redan som liten flicka. 1981 skickade hennes mor och bror in ett kassettband med Dion som sjöng en sång, skriven av hennes mor, till skivbolagschefen René Angélil som snabbt ordnade ett skivkontrakt till den tolvåriga Dion. Resultatet blev hennes första album, La Voix du Bon Dieu, som gavs ut i november samma år.
Med sin andra singel ”D'amour ou d'amitié” (1982) slog hon definitivt igenom, och hon blev den första kanadensiska artist som belönades med en guldskiva i Frankrike. Under 1980-talet släppte Dion ett flertal skivor i de fransktalande delarna av Kanada där hon snabbt kom att tillhöra de största och mest populära artisterna.

### ESC och internationell karriär
År 1988 engagerades Dion för att representera Schweiz i Eurovision Song Contest i Dublin, Irland. Med endast en poängs marginal till tvåan Storbritannien tog hon hem segern med "Ne partez pas sans moi". Segern öppnade dörren för en internationell karriär även utanför det franskspråkiga området, och ett par år senare kom det definitiva genombrottet med "Where Does My Heart Beat Now" och "Beauty and the Beast" till Disney-filmen Skönheten och odjuret.
Under 1990-talet stärktes Dion ytterligare som en av världens mest säljande artister med låtar som "The Power of Love", "Think Twice", "Because You Loved Me", "I'm Alive" och "My Heart Will Go On" till filmen Titanic 1997.
I de fransktalande delarna av världen, bland annat Kanada och Frankrike, blev hon den mest kända sångerskan. Den franske kompositören Jean-Jacques Goldman skrev 1995 ett helt album till Céline Dion, "D'eux"/"The French Album". Den här skivan är fortfarande världens mest sålda album på franska med över 10 miljoner sålda exemplar. Dion visade ett annat sätt att sjunga, och hon sa flera gånger att Goldman lärde henne att känna och leva låtar och inte bara sjunga.
2002 höll sig Dion frivilligt borta från musikbranschen för att ägna sig åt sin familj, men kom sedan tillbaka med en storskalig Las Vegas-show titulerad A New Day.... Showen var en blandning mellan sång, dans och visuella effekter och var utsåld varje kväll sedan mars 2003 då den hade premiär.

### 2007–2008

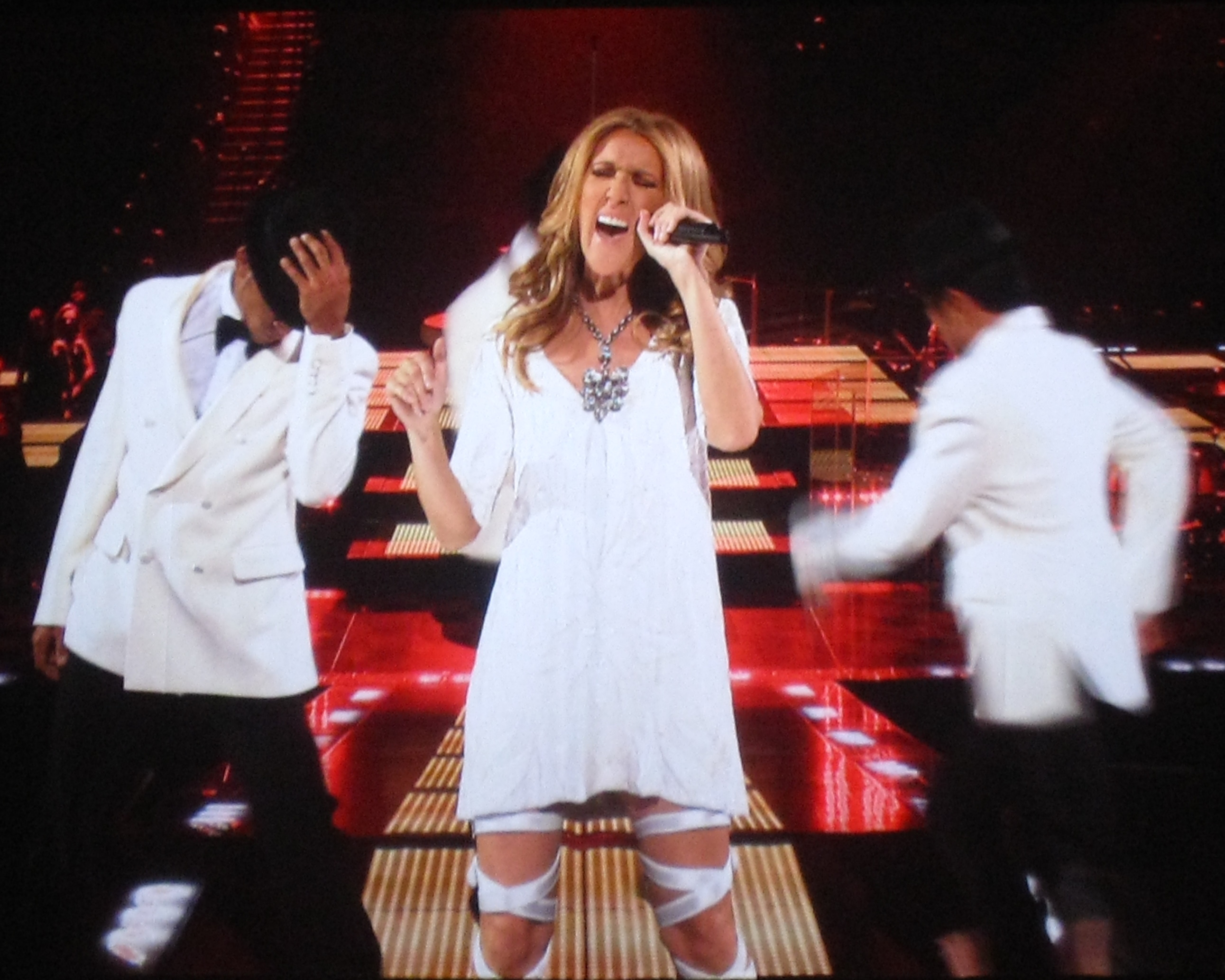
Dion under sin Taking Chances Tour 2008

Hennes album Taking Chances, som kom ut i mitten av november 2007, har redan sålt guld i Sverige (över 30 000 skivor) och har legat som bäst på en 8:e plats på den svenska albumlistan (vecka 47 2007).
Den 14 februari 2008 startade Dion sin internationella världsturné, Taking Chances Tour 2008–2009. Premiären ägde rum i Johannesburg, Sydafrika. Den 7 juni 2008 intog hon scenen i Globen, Stockholm. Hennes senaste besök i Sverige dessförinnan var 1996.
I slutet av oktober 2007 kom en samlingsskiva med Céline Dion ut. Skivan inkluderade albumen A New Day Has Come, Let's Talk About Love och Falling into You.
I slutet av oktober 2008 släpptes återigen en samlingsskiva men denna gång med Dions personliga favoritlåtar. Skivan heter My Love – Ultimate Essential Collection. Den inkluderar bland annat Dions absolut största låtar genom tiderna, som ”My Heart Will Go On”, ”All by Myself” och ”The Power of Love”.

### Privatliv
Céline Dion var från 1994 gift med kompositören, managern och tidigare sångaren René Angélil (1942–2016). De fick tillsammans tre söner, födda 2001 och 2010 (sistnämnda tvillingar).
2022 drabbades Céline Dion av Stiff person syndrome. Sjukdomen gjorde det svårt för Dion att gå, samt att anstränga sina stämband. Alla hennes turnédatum ställdes in.
Den 26 juli 2024 sjöng Dion låten "Hymne à l’amour" från Eiffeltornet i Paris som avslutning på Olympiska sommarspelens invigningscermoni. Det var hennes första offentliga framträdande på fyra år.

## Diskografi

### Studioalbum
- 1981 – La voix du bon Dieu
- 1981 – Céline Dion chante Noël
- 1982 – Tellement j'ai d'amour...
- 1983 – Les chemins de ma maison
- 1983 – Chants et contes de Noël
- 1984 – Mélanie
- 1985 – C'est pour toi
- 1987 – Incognito
- 1990 – Unison
- 1991 – Dion chante Plamondon
- 1992 – Céline Dion
- 1993 – The Colour of My Love
- 1995 – D'eux
- 1996 – Falling into You
- 1997 – Let's Talk About Love
- 1998 – S'il suffisait d'aimer
- 1998 – These Are Special Times
- 2002 – A New Day Has Come
- 2003 – One Heart
- 2003 – 1 fille & 4 types
- 2004 – Miracle
- 2007 – D'elles
- 2007 – Taking Chances
- 2012 – Sans attendre
- 2013 – Loved Me Back to Life
- 2016 – Encore un soir
- 2019 – Courage

### Livealbum
- 1985 – Céline Dion en concert
- 1994 – À l'Olympia
- 1996 – Live à Paris
- 1999 – Au cœur du stade
- 2004 – A New Day... Live in Las Vegas
- 2010 – Taking Chances World Tour: The Concert
- 2014 – Céline une seule fois / Live 2013

### Samlingsalbum
- 1983 – Du soleil au cœur
- 1984 – Les plus grands succès de Céline Dion
- 1984 – Les oiseaux du bonheur
- 1986 – Les chansons en or
- 1988 – The Best of Celine Dion
- 1999 – All the Way... A Decade of Song
- 2000 – The Collector's Series, Volume One
- 2005 – On ne change pas med I Believe in You
- 2008 – Complete Best
- 2008 – My Love: Essential Collection
- 2012 – The Best of Celine Dion & David Foster
- 2017 – Un peu de nous
- 2018 – The Best of So Far… 2018 Tour Edition

## Filmografi
- 2014 – Muppets Most Wanted (röst)
- 2023 – Love Again

## Världsturnéer
- 1983–1984 Les chemins de ma maison
- 1985 Céline Dion en concert
- 1988 Tournée incognito
- 1990–1991 Unison Tour
- 1992–1993 Celine Dion in Concert
- 1994–1995 The Colour of Love Tour
- 1995 D'eux Tour
- 1996–1997 Falling into: Around the World
- 1998–1999 Let's Talk About Love World Tour
- 2008–2009 Taking Chances World Tour
- 2013 Tournée Européenne
- 2016 Summer Tour
- 2017 Celine Dion Live 2017
- 2018 Celine Dion Live 2018
- 2019–2020 Courage World Tour

## Listplaceringar 1990–2008
| År   | Titel                                     | Listplacering | Listplacering | Listplacering | Listplacering | Listplacering | Listplacering | Listplacering | Listplacering | Listplacering | Listplacering | Certifikat | Certifikat | Certifikat | Album                          |
| År   | Titel                                     | US            | US AC         | CA            | CA AC         | UK            | DE            | FR            | SE            | AU            | JP            | RIAA       | BPI        | ARIA       | Album                          |
| ---- | ----------------------------------------- | ------------- | ------------- | ------------- | ------------- | ------------- | ------------- | ------------- | ------------- | ------------- | ------------- | ---------- | ---------- | ---------- | ------------------------------ |
| 1990 | "(If There Was) Any Other Way"            | 35            | 8             | 24            | 27            | –             | –             | –             | –             | –             | –             | –          | –          | –          | Unison                         |
| 1990 | "Unison"                                  | –             | –             | 38            | 27            | –             | –             | –             | –             | –             | –             | –          | –          | –          | Unison                         |
| 1990 | "Where Does My Heart Beat Now"            | 4             | 2             | 6             | 23            | 72            | –             | 20            | –             | 62            | –             | –          | –          | –          | Unison                         |
| 1991 | "The Last to Know"                        | –             | 22            | 17            | 13            | –             | –             | –             | –             | –             | –             | –          | –          | –          | Unison                         |
| 1991 | "Have a Heart"                            | –             | –             | –             | 17            | –             | –             | –             | –             | –             | –             | –          | –          | –          | Unison                         |
| 1991 | "Beauty and the Beast"                    | 9             | 3             | 2             | 21            | 9             | –             | –             | –             | 17            | 67            | Gold       | –          | –          | Celine Dion                    |
| 1992 | "If You Asked Me To"                      | 4             | 1             | 3             | 1             | 57            | –             | –             | –             | 52            | –             | –          | –          | –          | Celine Dion                    |
| 1992 | "Nothing Broken But My Heart"             | 29            | 1             | 19            | 7             | –             | –             | –             | –             | –             | –             | –          | –          | –          | Celine Dion                    |
| 1992 | "Love Can Move Mountains"                 | 36            | 8             | 8             | 3             | 46            | 61            | –             | –             | 54            | –             | –          | –          | –          | Celine Dion                    |
| 1993 | "Water from the Moon"                     | –             | 11            | –             | 13            | –             | –             | –             | –             | –             | –             | –          | –          | –          | Celine Dion                    |
| 1993 | "When I Fall in Love"                     | 23            | 6             | –             | 31            | –             | –             | –             | –             | 93            | –             | –          | –          | –          | The Colour of My Love          |
| 1993 | "Did You Give Enough Love"                | –             | –             | –             | 19            | –             | –             | –             | –             | –             | –             | –          | –          | –          | Celine Dion                    |
| 1993 | "The Power of Love"                       | 1             | 1             | 1             | 1             | 4             | 57            | 3             | 6             | 1             | –             | Platinum   | –          | Platinum   | The Colour of My Love          |
| 1994 | "Misled"                                  | 23            | 15            | 7             | 2             | 15            | 83            | –             | –             | 55            | –             | –          | –          | –          | The Colour of My Love          |
| 1994 | "Think Twice"                             | 95            | 21            | 14            | 15            | 1             | 19            | –             | 1             | 2             | –             | –          | Platinum   | Platinum   | The Colour of My Love          |
| 1994 | "Only One Road"                           | 93            | 27            | –             | –             | 8             | –             | –             | –             | 23            | –             | –          | –          | –          | The Colour of My Love          |
| 1995 | "Next Plane Out"                          | –             | –             | –             | –             | –             | –             | –             | –             | 61            | –             | –          | –          | –          | The Colour of My Love          |
| 1995 | "Just Walk Away"                          | –             | –             | –             | –             | –             | –             | –             | –             | –             | –             | –          | –          | –          | The Colour of My Love          |
| 1995 | "To Love You More"                        | –             | 1             | –             | 5             | –             | –             | –             | –             | –             | 1             | –          | –          | –          | The Colour of My Love          |
| 1995 | "(You Make Me Feel Like) A Natural Woman" | –             | 31            | –             | 9             | –             | –             | –             | –             | –             | –             | –          | –          | –          | Falling into You               |
| 1996 | "Falling into You"                        | –             | –             | –             | –             | 10            | 71            | 11            | 44            | 12            | –             | –          | –          | –          | Falling into You               |
| 1996 | "Because You Loved Me"                    | 1             | 1             | 1             | 1             | 5             | 13            | 19            | 24            | 1             | –             | Platinum   | Silver     | 2×Platinum | Falling into You               |
| 1996 | "It's All Coming Back to Me Now"          | 2             | 1             | 2             | 1             | 3             | 62            | 13            | 19            | 8             | 30            | Platinum   | Silver     | Gold       | Falling into You               |
| 1996 | "The Power of the Dream"                  | –             | –             | –             | –             | –             | –             | –             | –             | –             | 30            | –          | –          | –          | Falling into You               |
| 1996 | "All by Myself"                           | 4             | 1             | –             | 1             | 6             | 55            | 5             | –             | 38            | –             | Gold       | Silver     | –          | Falling into You               |
| 1997 | "Call the Man"                            | –             | –             | –             | –             | 11            | –             | –             | –             | –             | –             | –          | –          | –          | Falling into You               |
| 1997 | "Make You Happy"                          | –             | –             | –             | –             | –             | –             | –             | –             | –             | –             | –          | –          | –          | Falling into You               |
| 1997 | "Dreamin' of You"                         | –             | –             | –             | –             | –             | –             | –             | –             | –             | –             | –          | –          | –          | Falling into You               |
| 1997 | "Tell Him"                                | –             | 5             | 12            | 4             | 3             | 25            | 3             | 27            | 9             | –             | –          | Gold       | Gold       | Let's Talk About Love          |
| 1997 | "Be the Man"                              | –             | –             | –             | –             | –             | –             | –             | –             | –             | 24            | –          | –          | –          | Let's Talk About Love          |
| 1997 | "The Reason"                              | –             | –             | –             | –             | 11            | –             | 1             | –             | –             | –             | –          | –          | –          | Let's Talk About Love          |
| 1997 | "My Heart Will Go On"                     | 1             | 1             | 14            | 1             | 1             | 1             | 1             | 1             | 1             | 34            | Gold       | 2×Platinum | 2×Platinum | Let's Talk About Love          |
| 1998 | "Immortality"                             | –             | –             | –             | 10            | 5             | 2             | 15            | 12            | 38            | –             | –          | Silver     | –          | Let's Talk About Love          |
| 1998 | "When I Need You"                         | –             | –             | –             | –             | –             | –             | –             | –             | –             | –             | –          | –          | –          | Let's Talk About Love          |
| 1998 | "I Hate You Then I Love You"              | –             | –             | –             | –             | –             | –             | –             | –             | –             | –             | –          | –          | –          | Let's Talk About Love          |
| 1998 | "Miles to Go (Before I Sleep)"            | –             | –             | –             | 40            | –             | –             | –             | –             | –             | –             | –          | –          | –          | Let's Talk About Love          |
| 1998 | "I'm Your Angel"                          | 1             | 1             | 37            | 2             | 3             | 14            | 97            | 10            | 31            | –             | Platinum   | Silver     | Gold       | These Are Special Times        |
| 1999 | "The Prayer"                              | 70            | 22            | 37            | 8             | –             | –             | –             | –             | –             | –             | –          | –          | –          | These Are Special Times        |
| 1999 | "Treat Her Like a Lady"                   | –             | –             | –             | –             | 29            | 64            | –             | 54            | –             | –             | –          | –          | –          | Let's Talk About Love          |
| 1999 | "That's the Way It Is"                    | 6             | 1             | 13            | 1             | 12            | 8             | 6             | 2             | 14            | –             | –          | –          | Gold       | All the Way… A Decade of Song  |
| 1999 | "Then You Look at Me"                     | –             | –             | –             | –             | –             | –             | –             | –             | –             | –             | –          | –          | –          | All the Way… A Decade of Song  |
| År   | Titel                                     | Listplacering | Listplacering | Listplacering | Listplacering | Listplacering | Listplacering | Listplacering | Listplacering | Listplacering | Listplacering | Certifikat | Certifikat | Certifikat | Album                          |
| År   | Titel                                     | US            | US AC         | CA            | CA AC         | UK            | DE            | FR            | SE            | AU            | JP            | RIAA       | BPI        | ARIA       | Album                          |
| 2000 | "Live (For the One I Love)"               | –             | –             | 23            | –             | –             | –             | 63            | –             | –             | –             | –          | –          | –          | All the Way… A Decade of Song  |
| 2000 | "The First Time Ever I Saw Your Face"     | –             | –             | –             | –             | 19            | –             | –             | –             | –             | –             | –          | –          | –          | All the Way… A Decade of Song  |
| 2000 | "I Want You to Need Me"                   | –             | 12            | 1             | 22            | –             | –             | –             | 25            | –             | –             | –          | –          | –          | All the Way… A Decade of Song  |
| 2000 | "If Walls Could Talk"                     | –             | –             | –             | –             | –             | –             | –             | –             | –             | –             | –          | –          | –          | All the Way… A Decade of Song  |
| 2000 | "Don't Save It All for Christmas Day"     | –             | –             | –             | –             | –             | –             | –             | –             | –             | –             | –          | –          | –          | These Are Special Times        |
| 2002 | "A New Day Has Come"                      | 22            | 1             | 2             | 1             | 7             | 6             | 23            | 3             | 19            | –             | Gold       | –          | Gold       | A New Day Has Come             |
| 2002 | "Aún Existe Amor"                         | –             | –             | –             | –             | –             | –             | –             | –             | –             | –             | –          | –          | –          | A New Day Has Come             |
| 2002 | "I'm Alive"                               | 111           | 6             | 21            | 1             | 17            | 4             | 7             | 5             | 30            | –             | –          | –          | –          | A New Day Has Come             |
| 2002 | "Goodbye's (The Saddest Word)"            | –             | 27            | 67            | 11            | 38            | 56            | –             | 45            | –             | –             | –          | –          | –          | A New Day Has Come             |
| 2002 | "At Last"                                 | –             | 16            | –             | –             | –             | –             | –             | –             | –             | –             | –          | –          | –          | A New Day Has Come             |
| 2003 | "I Drove All Night"                       | 45            | 7             | 1             | 1             | 27            | 22            | 22            | 1             | 22            | –             | –          | –          | Gold       | One Heart                      |
| 2003 | "One Heart"                               | –             | –             | 59            | 13            | 27            | 56            | 63            | 34            | 75            | –             | –          | –          | –          | One Heart                      |
| 2003 | "Have You Ever Been in Love"              | 104           | 2             | –             | 3             | –             | –             | –             | 57            | –             | –             | –          | –          | –          | One Heart                      |
| 2003 | "Stand by Your Side"                      | –             | 17            | –             | –             | –             | –             | –             | –             | –             | –             | –          | –          | –          | One Heart                      |
| 2003 | "Faith"                                   | –             | –             | –             | 37            | –             | –             | –             | –             | –             | –             | –          | –          | –          | One Heart                      |
| 2004 | "You and I"                               | –             | 16            | –             | 1             | –             | –             | –             | –             | –             | –             | –          | –          | –          | A New Day... Live in Las Vegas |
| 2004 | "Beautiful Boy"                           | –             | 18            | –             | 32            | –             | –             | –             | –             | –             | –             | –          | –          | –          | Miracle                        |
| 2004 | "Miracle"                                 | –             | –             | –             | –             | –             | –             | –             | –             | –             | –             | –          | –          | –          | Miracle                        |
| 2005 | "In Some Small Way"                       | –             | 28            | –             | 14            | –             | –             | –             | –             | –             | –             | –          | –          | –          | Miracle                        |
| 2007 | "Taking Chances"                          | 54            | 6             | 9             | 1             | 40            | 25            | 7             | 43            | 60            | –             | –          | –          | –          | Taking Chances                 |
| 2008 | "Eyes on Me"                              | –             | –             | –             | –             | 113           | –             | –             | –             | –             | –             | –          | –          | –          | Taking Chances                 |
| 2008 | "A World to Believe In"                   | –             | –             | –             | –             | –             | –             | –             | –             | –             | 8             | –          | –          | –          | Taking Chances                 |
| 2008 | "Alone"                                   | 124           | –             | 57            | 7             | 85            | –             | –             | 52            | –             | –             | –          | –          | –          | Taking Chances                 |
| 2008 | "My Love"                                 | –             | 15            | 67            | 8             | 129           | –             | –             | –             | –             | –             | –          | –          | –          | My Love: Essential Collection  |